# Championnat de France Pro B de tennis de table 2008-2009
Navigation
Pro B
2007-2008 Pro B
2009-2010
| \| Montpellier PPC Villeneuve-sur-Lot Beauchamp St-Maur EP Isséenne Chartres ASTT US Yport SMEC Metz Nice CPC 4S Tours Marmande Saint-Quentin Reims Mirande CP Echirolles/Eybens Quimper TTCNA Serris ACS Fontenay AS Miramas \| Localisation des clubs engagés dans le championnat. |
| Montpellier PPC Villeneuve-sur-Lot Beauchamp St-Maur EP Isséenne Chartres ASTT US Yport SMEC Metz Nice CPC 4S Tours Marmande Saint-Quentin Reims Mirande CP Echirolles/Eybens Quimper TTCNA Serris ACS Fontenay AS Miramas                                                           |

## Championnat masculin
Premiers ex aequo, Chartres termine devant Issy-les-Moulineaux à la faveur des deux victoires des euréliens sur les franciliens en championnat. Villeneuve-sur-Lot conserve sa place en Pro B à la suite du retrait de Beauchamp.
| Pl | Équipes                | Pts | J  | V  | N | D  | Pp | Pc | Diff |
| -- | ---------------------- | --- | -- | -- | - | -- | -- | -- | ---- |
| 1  | Chartres ASTT          | 46  | 18 | 12 | 4 | 2  | 62 | 31 | +31  |
| 2  | EP Isséenne            | 46  | 18 | 14 | 0 | 4  | 63 | 33 | +30  |
| 3  | Beauchamp CTT          | 37  | 18 | 6  | 7 | 5  | 49 | 47 | +2   |
| 4  | VGA Saint-Maur         | 36  | 18 | 7  | 4 | 7  | 46 | 49 | -3   |
| 5  | US Yport               | 36  | 18 | 6  | 6 | 6  | 47 | 45 | +2   |
| 6  | Nice CPC               | 35  | 18 | 7  | 3 | 8  | 48 | 51 | -3   |
| 7  | SMEC Metz              | 35  | 18 | 5  | 7 | 6  | 46 | 50 | -4   |
| 8  | Montpellier TT         | 34  | 18 | 6  | 4 | 8  | 46 | 51 | -5   |
| 9  | PPC Villeneuve-sur-Lot | 31  | 18 | 3  | 7 | 8  | 40 | 58 | -18  |
| 10 | 4S Tours               | 24  | 18 | 1  | 4 | 13 | 31 | 68 | -37  |

## Championnat féminin
Miramas, sportivement relégué, reste en Pro B la saison prochaine suites au retrait du TTCNA Nantes et au refus des dirigeants de Fontenay-sous-Bois de remplacer les Nantais l'année prochaine en Pro B
| Pl | Équipes                | Pts | J  | V  | N | D  | Pp | Pc | Diff |
| -- | ---------------------- | --- | -- | -- | - | -- | -- | -- | ---- |
| 1  | Raquette Marmandaise   | 51  | 18 | 15 | 3 | 0  | 69 | 17 | +52  |
| 2  | TT Saint-Quentin       | 43  | 18 | 10 | 5 | 3  | 56 | 36 | +20  |
| 3  | Olympique de Reims     | 38  | 18 | 7  | 6 | 5  | 52 | 45 | +7   |
| 4  | CP Mirande             | 37  | 18 | 7  | 5 | 6  | 52 | 50 | +2   |
| 5  | AL Échirolles-Eybens   | 35  | 18 | 7  | 3 | 8  | 43 | 53 | -10  |
| 6  | Quimper CTT            | 34  | 18 | 4  | 8 | 6  | 49 | 54 | -5   |
| 7  | TTC Nantes Atlantique  | 33  | 18 | 4  | 7 | 7  | 48 | 54 | -6   |
| 8  | Serris ATT             | 33  | 18 | 5  | 5 | 8  | 43 | 53 | -10  |
| 9  | ACS Fontenay-sous-Bois | 31  | 18 | 2  | 9 | 7  | 40 | 59 | -19  |
| 10 | AS Miramas             | 25  | 18 | 0  | 7 | 11 | 34 | 64 | -30  |

## Sources
- Résultats complets du championnat féminin